# جون ستيوارت (كوميدي أمريكي)
جون ستيوارت (بالإنجليزية: Jon Stewart)‏ مذيع وممثل وكاتب ومنتج أمريكي يهودي وشخصية كوميدية معروفة عالمياً خصوصاً بعد أن أصبح الشخصية صاحبة الدور الأساسي في برنامج (ذا دايلي شو) منذ عام 1999 وحتى العام 2015. ويعتبر هذا البرنامج أحد أهم البرامج التابعة لقناة كوميدي سنترال. يعرف ستيوارت بانتقاده وبشكل كوميدي للأوضاع السياسية الراهنة في برنامجه، ويعرض آخر أخبار الساعة بطريقة ساخرة.
حصل جونثان ستيوارت على الكثير من جوائز الإيمي ويعتبر إحدى الشخصيات الكوميدية الأمريكية المرموقة، كما كان له تأثير بارز على شخصية ستيفن كولبير والذي كان إحدى الشخصيات ضمن برنامج (ذا دايلي شو).

## نشأته
وُلد جون ستيوارت باسم جوناثان ستيوارت ليبوفيتس (بالإنجليزية: Jonathan Stuart Leibowitz) في 28 نوفمبر 1962 في نيويورك، لماريان (اسم عائلتها عند الولادة لاسكين): هي مدرّسة أصبحت مستشارة تربوية في ما بعد، ودونالد ليبوفيتس، بروفيسور فيزياء في كلية نيوجيرسي وكلية توماس إديسون. عائلة ستيوارت من اليهود الذين هاجروا إلى أمريكا من بولندا وأوكرانيا وبيلاروسيا، وقد وُلد أحد أجداده في مانزولي (التي تشكل اليوم جزءًا من منغوليا الداخلية). وهو ثاني أربعة أبناء، مع شقيقه الأكبر لورنس وشقيقيه الأصغرين دان وماثيو.
تطلّق والدا ستيوارت حين كان في الحادية عشرة من عمره، وأقصي ستيوارت كثيرًا عن أبيه. وبسبب هذه العلاقة الجافية مع أبيه، التي وصفها في عام 2015 بأنها «ما تزال معقدة»، تخلى عن اسم عائلته وبدأ يستخدم اسمه الأوسط ستيوارت. قال ستيوارت: «كانت هناك فكرة باستخدام اسم عائلة أمي قبل الزواج، لكنني رأيت أن ذلك سيكون بمثابة صفعة كبيرة لأبي... هل كانت لدي بعض المشاكل مع أبي؟ أجل. لكن الناس ينظرون دائمًا [إلى تغيير اسم عائلتي] من منظار الهوية العرقية». وغيّر اسمه الأخير قانونيًا إلى ستيوارت في عام 2001. نشأ ستيوارت وأخوه لورنس، الذي شغل سابقًا وظيفة مدير العمليات لدى بورصة نيويورك ويورونكست (الشركة الأم لبورصة نيويورك)، في لورنسفيل، نيوجيرسي، حيث ارتادا مدرسة لورنس الثانوية. ووفقًا لستيوارت، فقد تعرض لتنمر معادٍ للسامية في طفولته. ووصف نفسه في الثانوية بأنه كان «معجبًا جدًا بيوجين دبس ويساريًا بعض الشيء».
نشأ ستيوارت في فترة حرب فيتنام وفضيحة ووترغيت، ما حرّض داخله «شكوكية صحية تجاه التقارير الرسمية». وتمثلت وظيفته الأولى في العمل برفقة أخيه في أحد متاجر وولوورث، ويقول مازحًا إن تعرضه للطرد على يد لورنس كان أحد «الأحداث التي تركت ندبة» في شبابه.
تخرج ستيوارت في عام 1984 من كلية وليام وماري في فيرجينيا، حيث لعب في فريق كرة القدم وتخصص أول الأمر في الكيمياء قبل أن يتحول إلى علم النفس. أثناء وجوده في وليام وماري، أصبح ستيوارت عضوًا في أخوية بي كابا ألفا، لكنه فصل نفسه من الأخوية لاحقًا، وغادر بعد ستة أشهر. قال لاحقًا: «كانت مسيرتي الجامعية تتمثل في الاستيقاظ متأخرًا واستظهار ملاحظات شخص آخر والانتشاء بالتدخين والذهاب إلى تدريب كرة القدم». ووصفه مدربه لكرة القدم في ما بعد بأنه «لاعب جيد» يتمتع «بطاقة عالية». وبعد الكلية، شغل ستيوارت عدة وظائف، مثل: مسؤول عن خطط الطوارئ في دائرة نيوجيرسي للخدمات الإنسانية، ومدير عقود لدى جامعة مدينة نيويورك، ومحرك دمى للأطفال من ذوي الإعاقات، ومدرب كرة قدم لدى ثانوية غلوسستر في فيرجينيا، ومتعهد تقديم طعام، ومساعد نادل، وعامل تفريغ بضائع لدى وولوورث، وساقٍ في حانة فرانكلين كورنر تافيرن (حانة عمالية محلية)، وساقي حانة في ملهى سيتي غاردنز الليلي الشهير في ترنتون، نيوجيرسي. وقال إن العمل في سيتي غاردنز كان لحظةً محورية بالنسبة إليه: «عند عثوري على هذا المكان المسمى سيتي غاردنز قلت لنفسي: (أوه، ربما لستُ غريب أطوار إلى هذه الدرجة، قد يكون هناك أشخاص آخرون لديهم نفس التوق إلى شيء يختلف عما هو لديهم الآن). وأظن أنه ألهم الكثير من الناس، فقد شكّل بيئة إبداعية بشدة، وكان مكانًا مبشرًا للغاية».

## انظر ايضًا
- ريك سانشيز

## روابط خارجية
- جون ستيوارت على موقع IMDb (الإنجليزية)
- جون ستيوارت على موقع الموسوعة البريطانية (الإنجليزية)
- جون ستيوارت على موقع مونزينجر (الألمانية)
- جون ستيوارت على موقع ألو سيني (الفرنسية)
- جون ستيوارت على موقع ميوزك برينز (الإنجليزية)
- جون ستيوارت على موقع تيرنر كلاسيك موفيز (الإنجليزية)
- جون ستيوارت على موقع أول موفي (الإنجليزية)
- جون ستيوارت على موقع قاعدة بيانات الأفلام السويدية (السويدية)
- جون ستيوارت على موقع إن إن دي بي (الإنجليزية)
- جون ستيوارت على موقع أول ميوزيك (الإنجليزية)